# Linha do Gotardo
A Linha do Gotardo - Gotthardbahn em alemão - liga Lucerna  Lucerna  com Chiasso  Ticino  passando pelo Túnel ferroviário de São Gotardo com 57 km de comprimento. Não sendo a única companhia a utilizar esta linha, e muito menos o túnel de base, a linha é gerida pelos Caminhos de Ferro Federais da Suíça (CFF).

## História
A primeira ideia de uma linha alpina veio de Alfred Escher, da União do Gotardo, constituída em  1863 por quinze cantões e duas sociedades ferroviárias. Depois de muitas discussões relativas ao traçado, Zurique e os Caminhos de Ferro do Nordeste impuseram o seu ponto de vista. Graças à política de A. Escher, a Suíça e a Itália concluíram um tratado acerca da construção e exploração do túnel. Em 1871, a União do Gotardo fundou a Sociedade dos caminhos de ferro do Gotardo com sede em Lucerna e cede-lhe os direitos. Foi o engenheiro Suíço Louis Favre que ganhou o concurso e assim abriu entre 1871-1882 os 15 km para a travessia Norte-Sul.
O projecto mais ambicioso da Suíça em transportes do século XIX, a linha do Gotardo teve muito importantes consequências económicas. O fluxo de mercadorias e das pessoas, concentrou-se neste eixo, e a lei sobre os transportes ferroviários em 1872 tornou possível a abertura de novas linhas para se aproveitarem dele.
O consórcio do Gotardo realiza até 1897 uma rede com 273 km. Entretanto 1874 vê terminar-se a linha do lado do  Ticino , enquanto que as vias de acesso Lucerna-Immensee e Zoug-Goldau só se realizarão em 1897. Os preços cada vez mais elevados e os atrasos conduziram a companhia a uma grava crise em 1875, ainda por cima agravado pela baixa da acções da companhias ferroviárias suíças durante a depressão dos anos 1870. Este conjunto de problemas teve como efeito que A. Escher se retire da presidência, que uma revisão das rampas as tornaram mais abruptas, assim como as curvas mais apertadas e principalmente o túnel só terá uma via. A segunda via deveria durar até 1965.
É unicamente em 1882 que o túnel é aberto e a companhia pode gabar-se de ter o caminho de ferro mais moderno da Suíça a nível técnico, como travagem automática, carruagens com quatro eixos, compartimento "salão", e grandes locomotivas.
Foi em 1909 que a Sociedade dos caminhos de ferro do Gotardo foi anexada pelos CFF na convenção do Gotardo.
|  |  |